# Rabostan
Rabostan is een plaats in de gemeente Kungsör in het landschap Södermanland en de provincie Västmanlands län in Zweden. De plaats heeft 57 inwoners (2005) en een oppervlakte van 5 hectare.